# Chamonzinho
Wenderson Azevedo Chamon (Marabá, 18 de janeiro de 1975), mais conhecido como Chamonzinho, é um comunicador e político brasileiro filiado Movimento Democrático Brasileiro. Foi vereador e prefeito em Curionópolis e atualmente é deputado estadual do Pará. 